# Mazza d'arme

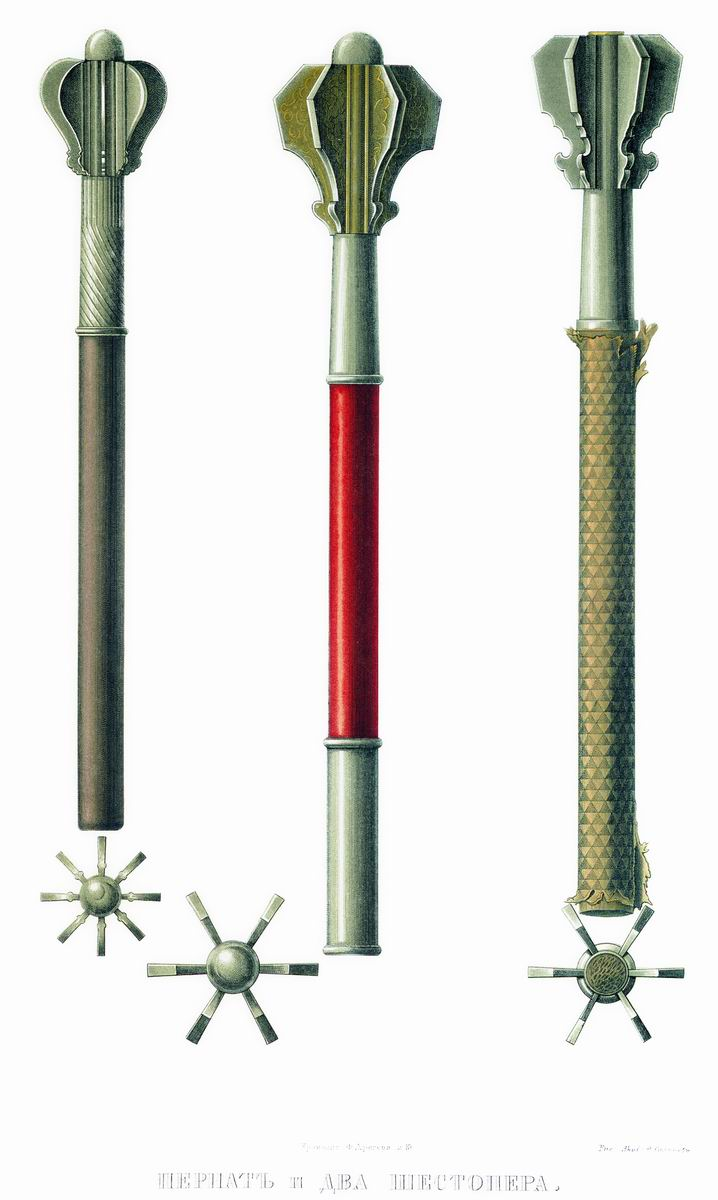
Mazze d’armi tipo Pernach (Shestopyor - ill. di Fëdor Solncev.

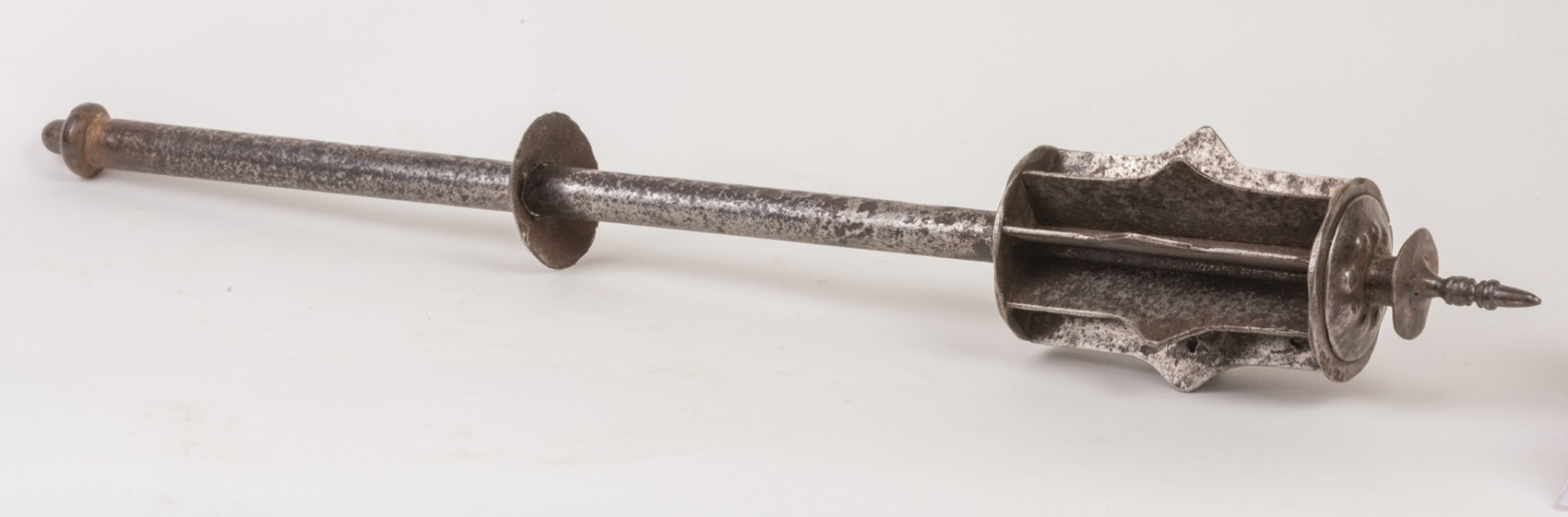
mazza europea sedicesimo secolo testa a otto coste cuspidate

La mazza d'arme (masse d'armes in lingua francese, Streitkolben in lingua tedesca), era un tipo di mazza ferrata appositamente realizzata per le forze di cavalleria. Al termine della sua evoluzione (XV secolo), l'arma aveva manico lungo, interamente in metallo, e testa formata da coste multiple disposte a raggio intorno alla sommità del manico. Veniva portata appesa alla sella.
La mazza d'arme è presente in araldica.